# 自由區 (法國)

红色部分为占领区，蓝色部分为自由区。

自由区是第二次世界大战期间法国本土的一部分，依据第二次贡比涅停战协定建立。其位于停战分界线的南侧，由贝当领导的法国政府（即维希法国）统治。停战分界线的北侧则是占领区，法国政府仅对其保有极其有限的权力。1942年11月，作为对盟军火炬行动的回应，德国和意大利开展安東行動占领了自由区。此后，自由区和占领区被更名为南部和北部。